# El Messaid
El Messaid es un municipio o comuna (baladiyah) de la provincia o valiato de Aïn Témouchent en Argelia. En abril de 2008 tenía una población censada de 4362 habitantes.
Se encuentra ubicado al noroeste del país, junto a la costa del mar Mediterráneo y cerca de la frontera con Marruecos.
Cabo Fegalo, que delimita el sur del Mar de Alborán, pertenece a la parte noroeste del municipio.